# Come due coccodrilli
Come due coccodrilli è un film del 1994 diretto da Giacomo Campiotti.
Il titolo è ispirato al verso iniziale (Ci son due coccodrilli...) della canzoncina per bambini I due liocorni, citata dai personaggi Gabriele e Martino in più momenti durante il film.

## Trama
Gabriele vive a Parigi, dove lavora in un'importante casa d'aste. Egli è il figlio naturale di Pietro Fraschini, un industriale lombardo del vetro; quando sua madre Marta morì dando alla luce suo fratello minore Martino, si trovò a dover vivere con la famiglia legittima del padre, mal tollerato dai fratellastri Mauro e Saverio. Questi l'odiarono sempre più da quando divenne evidente che il padre un giorno avrebbe lasciato a lui la conduzione dell'azienda, in quanto considerato il più adatto a prenderne le redini. La situazione per Gabriele precipitò quando, dopo un maldestro tentativo di seduzione operato su di lui da Antonella, la fidanzata di Saverio, venne accusato da Mauro di fronte a tutta la famiglia. Questa ulteriore umiliazione spinse così Gabriele a fuggire di casa, abbandonando Martino al quale aveva giurato di restare sempre vicino.
Una mattina, nel suo ufficio parigino, nota sul catalogo di una casa d'aste che sarà messo in vendita un antico vaso romano di vetro appartenuto a suo padre e che da giovane aveva cercato di replicare. Gabriele matura così un piano per vendicarsi dei fratellastri: fa firmare da una sua collega, con la quale ha un rapporto sentimentale, una falsa perizia che certifica il fatto che il vaso sia un falso moderno e torna al suo paese natale (Varenna, sul lago di Como) per recuperare dalla vetreria i risultati dei suoi esperimenti, che intende poi spacciare come prove a sostegno della tesi della falsità del pezzo.
Qui trova la fabbrica in condizioni di totale abbandono e apprende che i Fraschini hanno messo in vendita il vaso perché strozzati dai debiti, in quanto rivelatisi incapaci di portare avanti l'attività del padre. Vedendo però la famiglia che si è costruito Saverio, con le due figlie avute da Antonella le quali hanno un buon rapporto con Martino, che è rimasto a vivere con loro e fa di professione il portalettere, all'ultimo momento rinuncia alla sua vendetta e promette a Martino che tornerà.

## Colonna sonora
Nella colonna sonora è presente il brano Latin lover scritto da Lucio Dalla, il quale partecipò personalmente con un mini-tour alle prime proiezioni del film.

## Distribuzione
Il film uscì nelle sale italiane il 31 marzo 1995. Fu proiettato fuori concorso all'edizione del 1995 del Giffoni Film Festival.
Il film è stato distribuito all’estero, soprattutto in Francia, Germania, Svizzera, Regno Unito e Stati Uniti (in festival o sale d’essai). Ha ricevuto ottima accoglienza soprattutto in Francia e negli USA, dove venne nominato ai Golden Globe 1996 come Miglior film straniero.

## Critica
La critica cinematografica ha dato pareri contrastanti all'uscita del film. L'interpretazione degli attori, in particolare di Giancarlo Giannini, è stata da più parti lodata; di converso, si sono evidenziati punti deboli e inverosimiglianze nella sceneggiatura.

## Riconoscimenti
- 1996 - Golden Globe
  - Candidatura al Miglior film straniero
- 1995 - Festival di Locarno
  - Candidatura al Pardo d'oro per Giacomo Campiotti
- 1995 - David di Donatello
  - Miglior attore non protagonista a Giancarlo Giannini
- 1996 - Nastro d'argento
  - Miglior soggetto a Giacomo Campiotti e Lucia Maria Zei
  - Candidatura a Miglior produttore per Domenico Procacci
- 1995 - Ciak d'oro
  - Miglior attore non protagonista a Giancarlo Giannini[5]

## Collegamenti
- Villa Aurelia (Lierna)
- Lierna